# 外島健吉
外島 健吉（としま けんきち、1902年6月30日 - 1994年1月23日）は、日本の実業家。神戸製鋼所社長、会長を務めた。奈良県出身。

## 経歴・人物
1927年に京都帝国大学工学部を卒業し、1932年11月に神戸製鋼所に入社した。1949年8月に取締役に就任し、常務、専務を経て、1958年11月から社長に就任し、在任中は鉄鋼業界で初めてプラントの輸出に手掛けたり、同社で初の海外事務所を開設し、海外進出にも積極的に取り組んだ。1972年5月から1974年11月までに会長を務めた。
1976年11月から1982年10月までに神戸商工会議所会頭と日本商工会議所副会頭を務め、1981年の神戸ポートアイランド博覧会の開催に尽力した。関西経済連合会副会長なども歴任した。
1994年1月23日急性心不全のために死去。91歳没。

## 栄誉
- 藍綬褒章(1961年)
- 紺綬褒章(1963年)
- フランスレジオンドヌール勲章(1971年)
- 勲一等瑞宝章(1972年11月)